# Dominique Pifarély

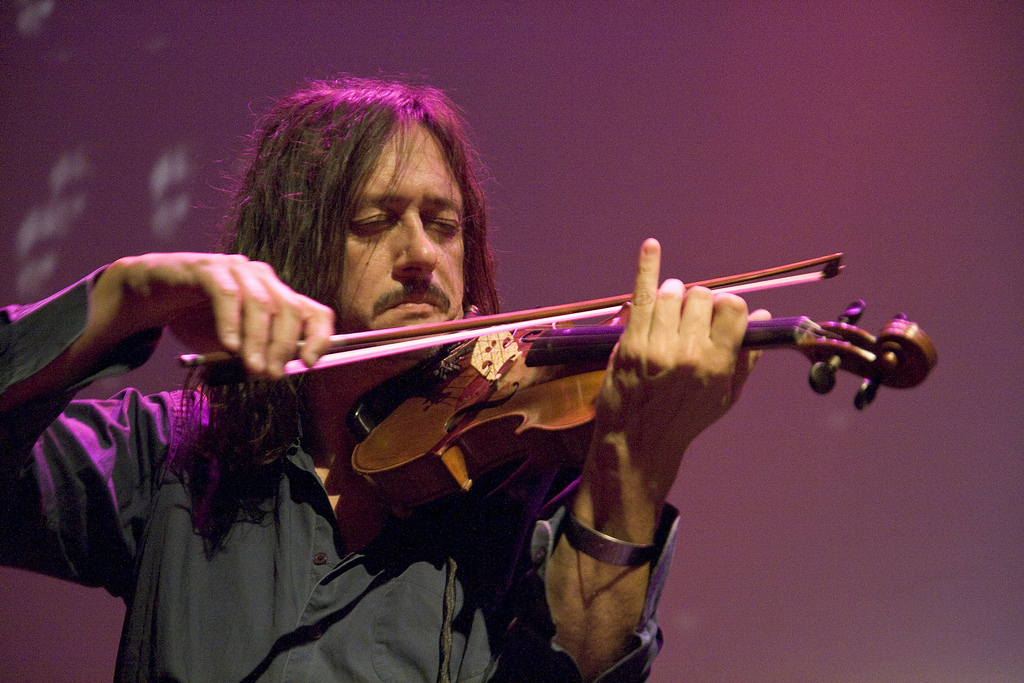
Dominique Pifarély, Studio de l’Ermitage, Paris, 4. Oktober 2006.

Dominique Pifarély (* 1957 in Bègles) ist ein französischer Jazz-Violinist.
Pifarély hatte ab dem Alter von sechs Jahren eine klassische Violinausbildung am Konservatorium von Montreuil. Ab 1978 arbeitete er mit Didier Levallet, zunächst in der Gruppe Swing Strings System, später im Trio mit Gérard Marais. In den Folgejahren war er Sideman u. a. von Martial Solal, Eddy Louiss, François Jeanneau, Jean-Paul Céléa, Patrice Caratini, François Couturier, Marc Ducret, Patrice Caratini, Mike Westbrook, Mathias Rüegg und Günter Sommer. 1984 wirkte an Mike Westbrooks Ellington Hommage On Duke’s Birthday mit.
Seit 1985 arbeitete Pifarély regelmäßig mit dem Klarinettisten Louis Sclavis. Mit ihm, dem Gitarristen Marc Ducret und dem Bassisten Bruno Chevillon gründete er 1992 das Sclavis/Pifarély Acoustic Quartet. Später  arbeitete er teils mit seinem Quintett, teils in Duo-Formationen mit Joachim Kühn, Daniel Humair, Vincent Courtois, Michel Godard, Stefano Battaglia, Rabih Abou-Khalil, Tim Berne, Jean-Paul Céléa, Carlos Zingaro, Hélène Labarrière und anderen.

## Diskographische Hinweise
- Triplicity mit Stefano Battaglia und Paolino Dalla Porta
- Eowyn mit Didier Levallet und Gérard Marais, 1987
- Insula Dulcamara, 1988
- Oblique, 1992
- Acoustic Quartet mit Louis Sclavis, Bruno Chevillon und Marc Ducret, 1993
- Icis mit Carlos Zingaro, 1996
- Poros mit François Couturier, 1997
- Instants Retrouvés mit Didier Levallet und Gérard Marais, 2005